# سامرویل (تگزاس)
سامرویل، تگزاس(به انگلیسی: Somerville, Texas) شهری در ایالت تگزاس از ایالات جنوبی ایالات متحده آمریکا است. در سرشماری سال ۲۰۰۰، جمعیت این شهر ۱۷۰۴ نفر اعلام شد.